# Vibrolux
Vibrolux is een Canadese band ontstaan in 1996 te Toronto. Hun bekendste liedjes zijn Drown en Mind uit het eerste album Vibrolux. De band kreeg een nominatie voor "Beste Indie Video" voor de Muchmusic Awards. Hun muziek verscheen onder andere op de soundtrack van de televisieserie Nikita.

## Bandleden
- Steve Clark - zanger/gitarist
- Paul Puzzella - bassist
- Julian Durzi - keyboards, drums

## Discografie
- Vibrolux (1997)
- Love is a Drug (2000)
- Blaze On (2001)
- Miami (2002)
- Five (2005)
- Ride On (2007)
- Seven (2009)
- Come On (2011)
- Mountain (2013)
- Galaxy (2014)